# Битва на Мурафі
Битва на Мурафі також битва під Копистирином — збройна сутичка на Поділлі, що відбулась 30 листопада 1432 року.

## Передісторія
У 1411—1430 роках об'єднане Велике Поділля підпорядковувалося одному володарю. Таку «королівську милість» отримав князь Вітовт після перемоги польсько-литовсько-руської армії над Тевтонським орденом у Грюнвальдській битві 15 липня 1410 р. Водночас король Ягайло підкреслював, що передавання Поділля під владу Вітовта зовсім не звільняє мешканців від присяги на вірність Польській Короні; тобто, хоч і Вітовт отримав край у пожиттєве володіння, але король зберіг свій сюзеренітет. Однак Вітовт, незважаючи на цю умову, сконцентрував у своїх руках адміністративний апарат, самостійно призначаючи своїх подільських намісників — генеральних старост.
Встановлений status quo був порушений одразу після смерті Вітовта. Адміністрація переважної більшості подільських замків заявила про підпорядкування Ягайлові. Це обурило литовсько-руську феодальну еліту, яка згуртувалася навколо Свидригайла.
Великий литовський князь Свидригайло, за версією Яна Длугоша, ув'язнив короля та заявив, що не відпустить Владислава ІІ Ягайла доти, доки Литві не буде повернуте Поділля. Врешті, брати примирилися, і Свидригайло був проголошений великим князем литовським. Проте обидві сторони почали готуватися до війни, у якій «яблуком розбрату» виступила, головним чином, Подільська земля.
Перші військові дії на Волині та Поділлі не принесли бажаного результату. Тому 1 вересня 1431 р. було укладено перемир'я між Ягайлом та Свидригайлом, що мало тривати до 7 липня 1433 р. Його зміст визначив сфери впливу на території Поділля: у володінні польського короля залишалися Кам'янець, Смотрич, Скала та Червоногород з їх повітами, а до Литви на чолі з Великим князем Свидригайлом відходили Брацлав, Соколець, Звенигород і Летичів. За умовами перемир'я замок у Бакоті жодна зі сторін займати і відбудовувати не могла. Смотрич отримав особливий статус західноподільського міста, за яким король на власний розсуд міг відновлювати і перебудовувати замок. На свято Пречистої 1432 р. визначався термін, коли для підписання миру мали зустрітися Свидригайло з Ягайлом. Проте, внаслідок змови у Великому князівстві Литовському стався переворот і новим володарем Литви було проголошено Сигізмунда Кейстутовича. 15 жовтня того ж року той видав грамоту, у якій, по-перше, засвідчив вірність Короні Польській, а, по-друге, гарантував приналежність Поділля до її володінь. Свидригайлові вдалося втекти до Полоцька, де він почав готуватися до війни. Його владу підтримали Полоцька, Вітебська, Смоленська, Сіверська, Київська, Луцька та Брацлавська землі.
Наступні 4 роки в межах Великого князівства Литовського точилась громадянська війна, фактично існувало 2 держави — власне Литва і Велике князівство Руське. Першу очолював Сигізмунд, друге — Свидригайло.

## Битва на Мурафі
Битва відбулася 30 листопада 1432 року на Поділлі, де військо Великого князівства Руського, під командуванням луцького воєводи Федька Несвизького, розгромило військо Королівства Польського під командуванням воєводи руського Яна Менжика і воєводи польського Віцентія з Шамотул, під час переправи польських військ через ріку Мурафу. Лише невелика частина польського війська врятувалась втечею. Після перемоги на Мурафі військо Федька Несвизького продовжувало наступ і 1433 року після кровопролитного бою взяло Кам'янець-Подільський замок.
В одному із джерел зберігся опис битви:
Есть рѢка Мурахва, котрая до Днепра впадает, болотная велми и широко выливаючая чрез лѢсы идучи, и уже было трохи примерзла през которую князь Феодор первѢй иншою дорогою перебывши з войрком, засадился на другом берегу в лѢсѢ з войском своим, a гды пришло ляхом перебывати еѢ, и уже были мало на другую сторону не перешли жолнѢре, кони в руках ведучи, заламовалися, a Феодор з великим криком нагле и несподѢване на поляки ударил. Поляки, будучи новою пригодою и несподЂваною стривожены, едны вплав, лед ломячи, a другие возы вси в гатѢ покидавши и поперевертавши, дали битву, лечь Феодор натирал на них з русью своею добре, на помѢшаных и выежджаючих з рѢки, русь отвсюль нагрѢвала, биючи, топячи, имаючи поляков, тылко волохов, котрые пали на лупезствѢ лядъсъком М много поляки побили, там же забито гетманов двох полских, коронного великого и полного, a войска полскаго часть четвертая ледво утѢкла и то много ранных, a Феодор князь Остроский всѢ скарбы забрал и вернулся додому в покою, з добычею неощацованую велми.

## Результат і наслідки битви
Польські джерела повідомляють, що перемогу в битві здобуло королівське військо, яке незважаючи на раптовий напад на переправі на них руського війська, змогло перейти в контратаку. Поляки навіть пишуть про 12 захоплених знамен ворога, про це зокрема пише Ян Длугош.
Однак більшість дослідників піддають сумнівам свідчення польських джерел, виходячи із наслідків битви: поляки відступають зі Східного Поділля, а Федір Несвізький захоплює Кам'янець-Подільський. Очевидно, що в бою на Мурафі перемогу здобули війська Федора Несвізького. 75 % загиблих у польському війську є скоріш за все перебільшенням, але все ж втрати поляків були значними, оскільки вони не змогли далі активно продовжувати кампанію на Східному Поділлі.